# Хеннебергский диалект

Диалекты Тюрингии. Хеннебергский обозначен светло-синим

Хеннебергский диалект (нем. Hennebergisch) — майнфранкский (южнонемецкий) диалект немецкого языка, распространённый в Южной Тюрингии (район Шмалькальден-Майнинген) и близ Зуля. На севере и северо-востоке диалект граничит с западно- и центральнотюрингскими диалектами тюрингско-верхнесаксонского диалектного пространства. К западу, в районе Гайзы, говорят на восточногессенском диалекте. На юге, в районе Рёмхильда, хеннебергский диалект переходит в грабфельдский. В целом область распространения диалекта совпадает с территорией исторического графства Хеннеберг.